# Adrian Tchaikovsky
Adrian Tchaikovsky (Woodhall Spa, 14 giugno 1972) è uno scrittore britannico di romanzi di fantascienza, fantasy e dell'orrore.

## Biografia
Nato Adrian Czajkowski a Woodhall Spa, contea del Lincolnshire, nel 1972, vive e lavora a Leeds.
Dopo gli studi di psicologia e zoologia all'Università di Reading, ha intrapreso gli studi di diritto fino a diventare un dirigente legale presso il Dipartimento per le controversie legali di Leeds.
Ha esordito nella narrativa nel 2008 con Empire in Black and Gold, primo capitolo della prolifica serie fantasy Shadows of the Apt avente per protagonista una razza apparentabile agli insetti, e in seguito si è cimentato anche nella letteratura fantascientifica e dell'orrore.
Nel corso della sua carriera ha ricevuto alcuni tra i più prestigiosi riconoscimenti della narrativa di genere tra i quali l'Arthur C. Clarke nel 2016 per il romanzo I figli del tempo. Nel 2025 i suoi due romanzi Alien Clay e Service Model sono stati candidati al Premio Hugo per il miglior romanzo.

## Opere

### SerieShadows of the Apt
- Empire in Black and Gold (2008)
- Dragonfly Falling (2009)
- Blood of the Mantis (2009)
- Salute the Dark (2010)
- The Scarab Path (2010)
- The Sea Watch (2011)
- Heirs of the Blade (2011)
- The Air War (2012)
- War Master's Gate (2013)
- Seal of the Worm (2014)

### SerieTales of the Apt
- Spoils of War (2016)
- A Time for Grief (2017)
- For Love of Distant Shores (2018)
- The Scent of Tears (2018) (antologia con altri autori)

### SerieEchoes of the Fall
- The Tiger and the Wolf (2016)
- The Bear and the Serpent (2018)
- The Hyena and the Hawk (2018)

### SerieAfter the War
- Redemption's Blade (2018)

### SerieTerrible Worlds: Revolutions
- Ironclads (2017)
- Firewalkers (2020)
- Ogres (2022)

### SerieTerrible Worlds: Destinations
- Walking to Aldebaran (2019)
- One Day All This Will be Yours (2021)
- And Put Away Childish Things - annunciato in uscita nel 2023

### SerieExpert's System Brother
- The Expert System's Brother (2018)
- The Expert System's Champion (2021)

### SerieDogs of War
- Dogs of War (2017)
- Bear Head (2021)

### SerieChildren of Time
- I figli del tempo (Children of Time, 2015), Milano, Fanucci, 2018 traduzione di Annarita Guarnieri ISBN 978-88-347-3460-5.
- I figli della caduta (Children of Ruin, 2019), Roma, Fanucci, 2019 traduzione di Annarita Guarnieri ISBN 978-88-347-3829-0.
- I figli della memoria (Children of Memory, 2022), Roma, Fanucci, 2024 traduzione di Annarita Guarnieri ISBN 978-8834744734

### SerieThe Final Architecture
- Frammenti della terra (Shards of Earth, 2021), Roma, Fanucci, 2022 traduzione di Bianca Giolitti ISBN 978-88-347-4264-8.
- Gli occhi del vuoto (Eyes of the Void, 2022), Roma, Fanucci, 2023 traduzione di Bianca Giolitti .ISBN 978-88-347-4264-8
- I signori della distruzione (Lords of Uncreation, 2023), Roma, Fanucci, 2024 Traduzione di Bianca Giolitti ISBN 978-8834745847

### Altri romanzi
- Guns of the Dawn (2015)
- Spiderlight (2016)
- Cage of Souls (2019)
- Le porte dell'Eden (The doors of Eden, 2020), Roma, Fanucci, 2021 traduzione di Giorgia De Santis ISBN 978-88-347-4423-9.
- Elder Race (2021)
- City of last Chances (2022)

### Romanzi brevi
- Reading Between The Lines (2013)
- The House on The Old Cliffs (2021)

### Racconti
- Feast and Famine (2013)

## Premi e riconoscimenti
- Premio Arthur C. Clarke: 2016 per I figli del tempo
- British Fantasy Award: 2017 per The Tiger and the Wolf
- Premio BSFA per il miglior romanzo: 2021 per Shards of Earth[6]